# تورتيت (خزامة)
تورتيت هو دُوَّار يقع بجماعة خوزامة، إقليم ورززات، جهة درعة تافيلالت في المملكة المغربية. ينتمي الدوّار لمشيخة خزامة التي تضم 6 دواوير. يقدر عدد سكانه بـ 649 نسمة حسب الإحصاء الرسمي للسكان والسكنى لسنة 2004.

## روابط خارجية
- البوابة الوطنية للجماعات الترابية نسخة محفوظة 12 مارس 2018 على موقع واي باك مشين.
- المندوبية السامية للتخطيط